# Samaritan's Purse
Samaritan's Purse é uma organização não governamental (ONG) internacional de ajuda humanitária cristã evangélica não-denominacional, que fornece ajuda a pessoas para projetos de desenvolvimento e em situações de emergência. Sua sede é em Boone, Estados Unidos e seu presidente é Franklin Graham.

## História
Samaritan's Purse foi fundada pelo pastor batista Robert Pierce (Bob) em 1970, em  Boone, em Carolina do Norte.   O nome da ONG vem da parábola do bom samaritano. Franklin Graham (filho do evangelista Billy Graham) tornou-se presidente da ONG em 1978, após a morte do fundador.  A ONG intervém em situações extremas, por exemplo, durante o genocídio em Ruanda em 1994 ou, em 2010, durante a crise no Sudão.  
Em 2022, a Samaritan's Purse possui escritórios na Austrália, Canadá, Alemanha, Irlanda, Hong Kong, Holanda e Reino Unido; a organização presta assistência em mais de 100 países. 

## Programas

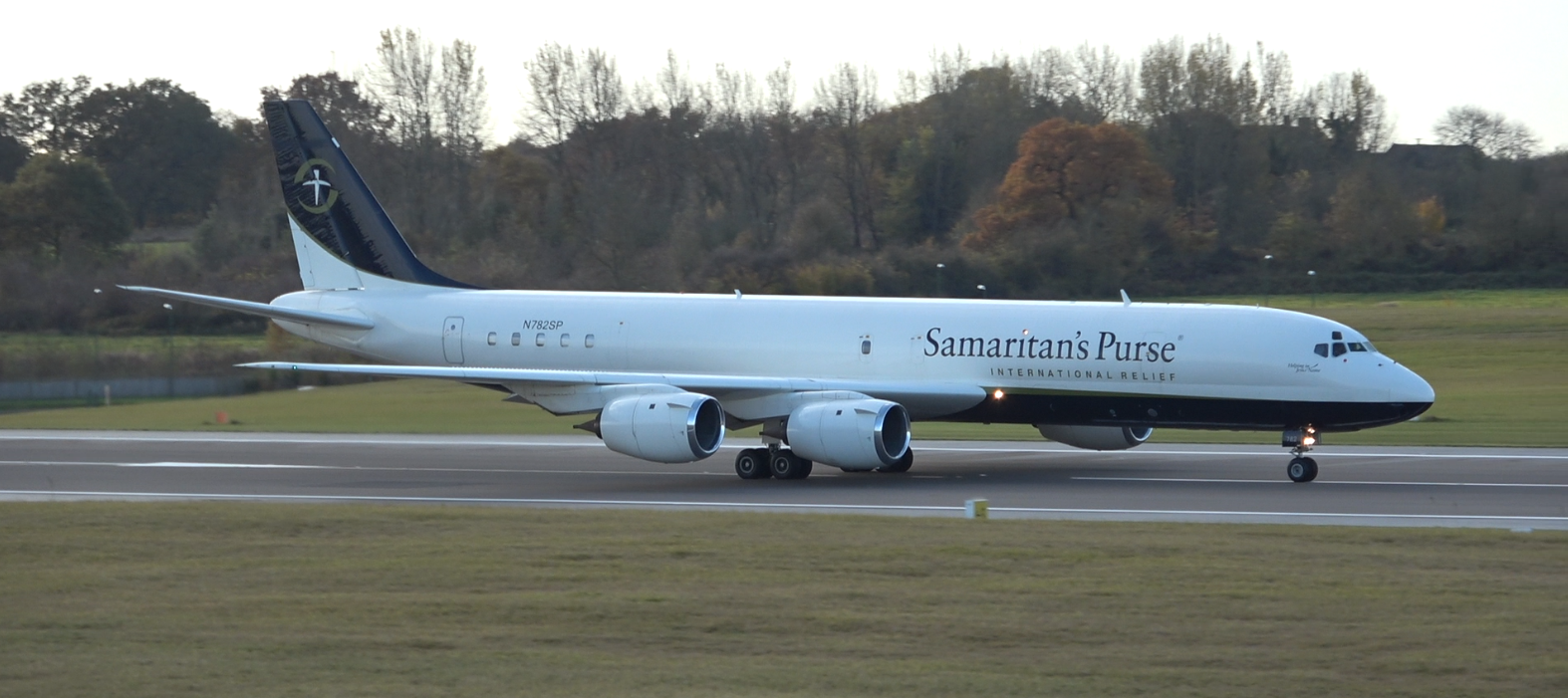
Douglas DC-8 da Samaritan's Purse usado para o transporte de emergência de necessidades básicas e trabalhadores humanitários em Birmingham, Inglaterra, 2019

Fornece ajuda a pessoas durante situações de emergência. 
Samaritan's Purse possui uma frota de 21 aviões e 2 helicópteros para o transporte emergencial de bens de primeira necessidade e socorristas. 
Ela também é reconhecida por seu programa "Operação Presentes de Natal" para crianças de países do sul, fundado em 1990. 